# 甘川文化村

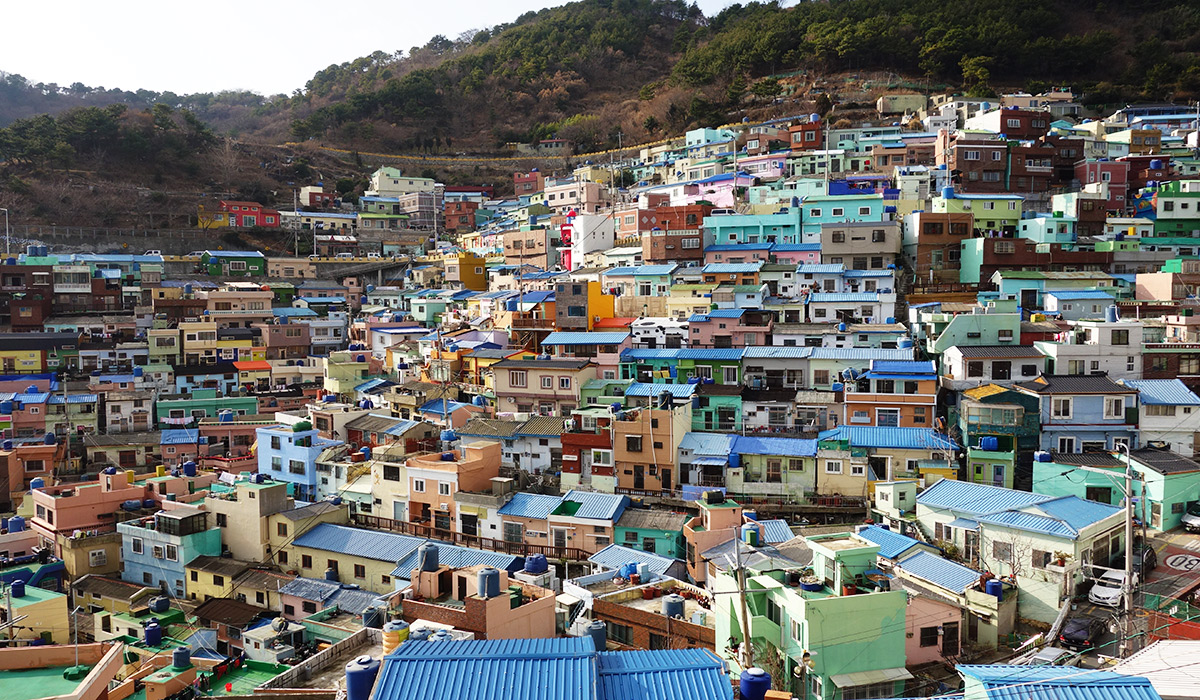
甘川洞文化村

甘川文化村（カムチョンムナマウル）は釜山広域市沙下区の集落。カラフルな町並みで知られ観光地となっている。別称は甘川洞文化村。

## 概要
韓国の釜山広域市沙下区に位置する。もともとは1950年代に朝鮮戦争の避難民と太極道教徒で作られた町だった。
2009年に「夢を見る釜山のマチュピチュ」という公共美術プロジェクトが、2010年には「ミロミロ（美路迷路）路地プロジェクト」が実施され、その後も公共美術事業が続いた。
現在では芸術的な雰囲気を醸し出す町となり、「韓国のマチュピチュ」「韓国のサントリーニ」「韓国のチンクエ・テッレ」などと呼ばれることもある。

## アクセス
釜山交通公社地下鉄1号線のチャガルチ駅や、土城駅からマウルバスの沙下区1-1、西区２、西区2-2番のいずれかに乗って「甘川小学校」下車。